# Museum Zinkhütter Hof

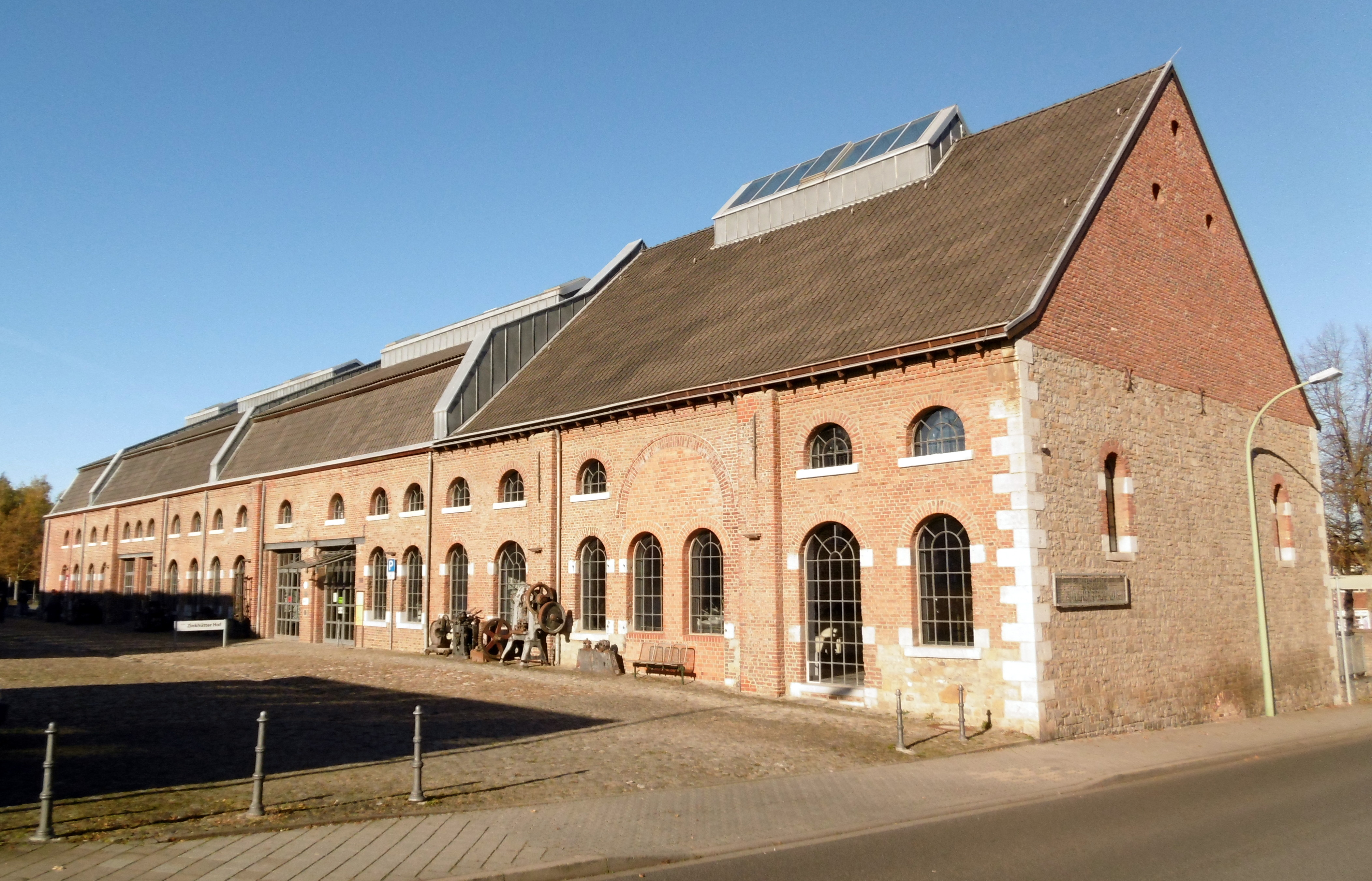
Der Zinkhütter Hof, rechter Flügel

Das Museum für Industrie-, Wirtschafts- und Sozialgeschichte für den Raum Aachen in Stolberg, Zinkhütter Hof e. V. ist ein Museum für Industrie-, Wirtschafts- und Sozialgeschichte des Aachener Reviers in Stolberg (Rhld.) in der Städteregion Aachen. Es wurde am 20. September 1996 in einer ehemaligen Glashütte aus der ersten Hälfte des 19. Jahrhunderts im Stolberger Stadtteil Münsterbusch eingeweiht.

## Geschichte des Gebäudes

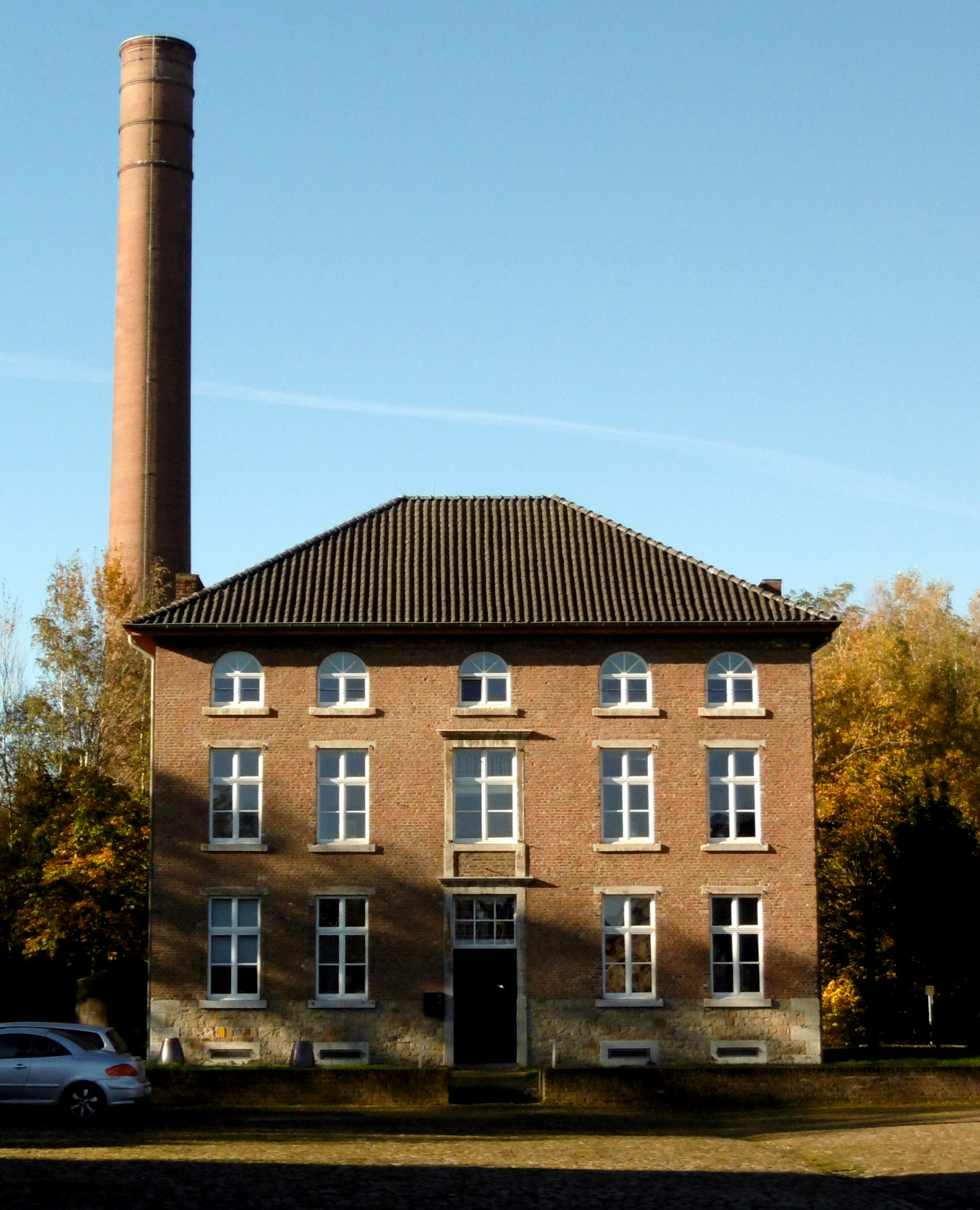
Direktionsgebäude

Die ursprünglich durch die Société de Charleroy als Glashütte in den 1830er Jahren errichtete und bis in die 1850er betriebene Anlage ist ein gut erhaltenes Ensemble aus Produktionshalle, Arbeiterwohnungen und Verwaltungsvilla aus der Frühphase der deutschen Industrialisierung. In unmittelbarer Nähe entstand die größere und modernere Glashütte Münsterbusch. 
1904 kaufte die spätere Stolberger Zink den Komplex und führte ihn verschiedenen Nutzungen zu. 1991 erwarb die Stadt Stolberg den Zinkhütter Hof. Mit Mitteln des Landes Nordrhein-Westfalen wurde der Umbau zum Museum finanziert.

## Ausstellung
Die Dauerausstellung umfasst drei Teile: Neben der Aachener Nadelproduktion wird die Geschichte der Stolberger Werkstoffe Messing und Zink von der Römerzeit (Hemmoorer Eimer) über die Kupfermeister bis zum Strukturwandel zur Zinkverhüttung im Raum Eschweiler-Stolberg im 19. Jahrhundert dokumentiert. Dabei werden die physikalischen Grundlagen der beiden Elemente und die Entwicklung der Produktionsverfahren sowie ihre Produkte und Produktionsstandorte mitsamt der Geschichte der Unternehmen vorgestellt. Die Dauerausstellung "Turbo Traffic Transport" präsentiert Aspekte aus der regionalen Mobilitätsgeschichte. Neben den Dauerausstellungen finden wechselnde Sonderausstellungen der bildenden Kunst oder zu verschiedenen Themen der weiteren Technikgeschichte statt. Im Gebäude befindet sich weiterhin ein großer Versammlungssaal mit etwa zweihundert Sitzplätzen.
Das Museum hat ein eigenes pädagogisches Angebot für Kinder, bei dem die historische Technik „kriminalistisch“ erkundet wird. Außerdem werden Führungen für Schulklassen und die Ausrichtung von Kindergeburtstagen angeboten. Zusammen mit einer Museumsführung kann ein Termin für eine Nadelherstellung der Kinder gebucht werden. Der Museumszwerg Galminus soll den Kindern den wichtigsten Rohstoff der Zink- und Messingherstellung näherbringen.
Es sind auch einige Personenkraftwagen und Motorräder sowie ein Lastkraftwagen ausgestellt.

Exponate im Innenbereich
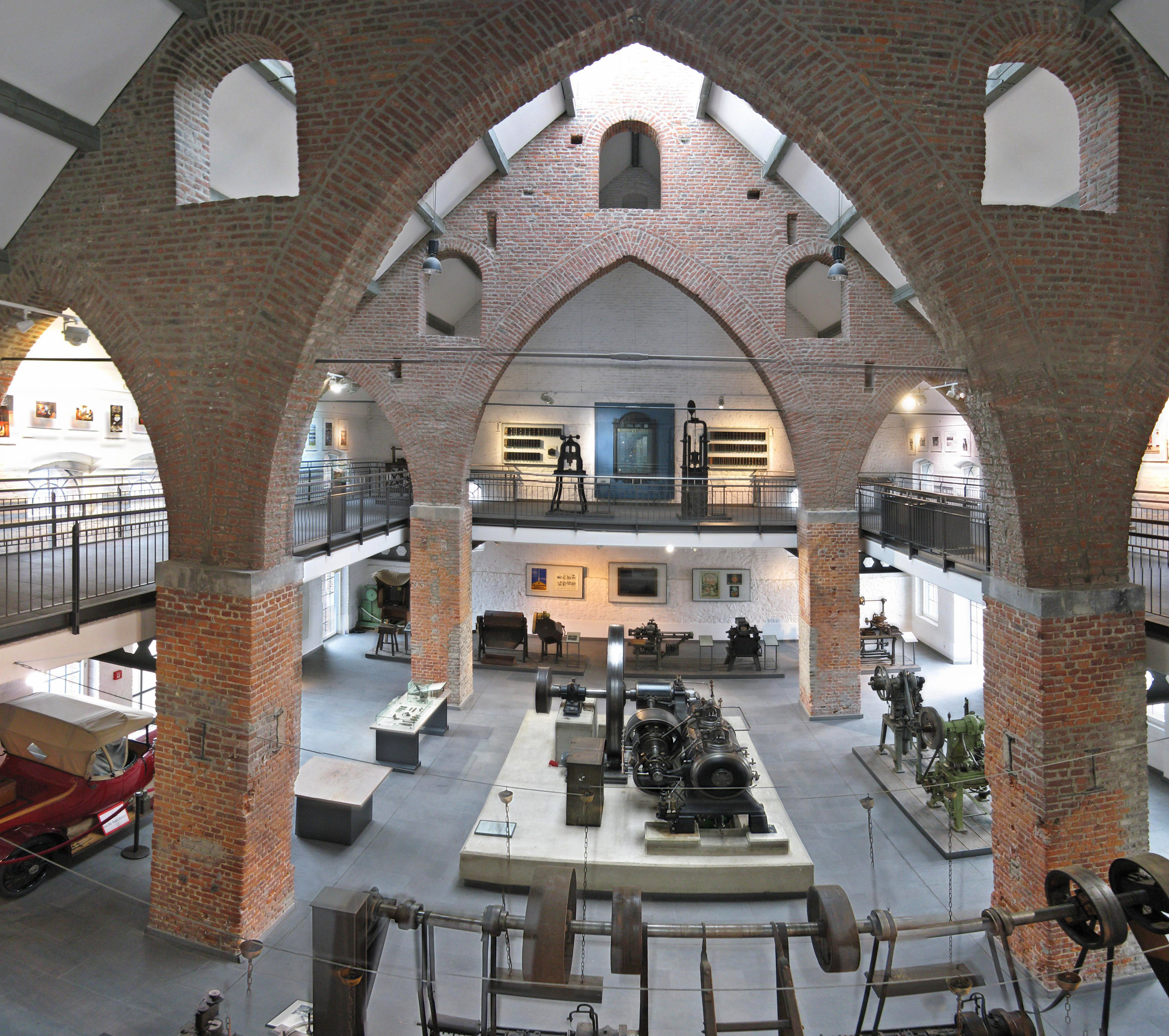
Innenansicht
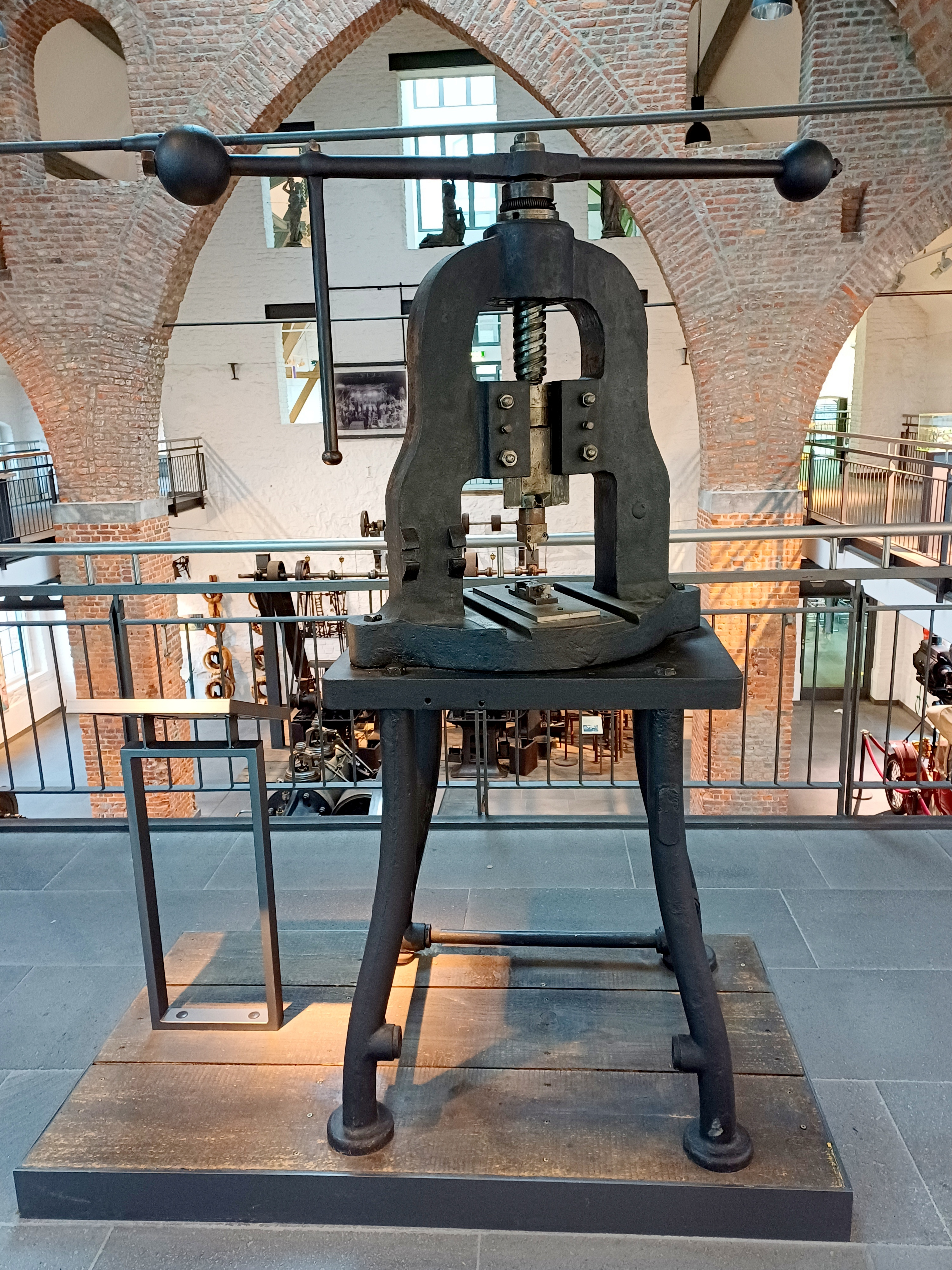
Handspindelpresse zur Nadelherstellung
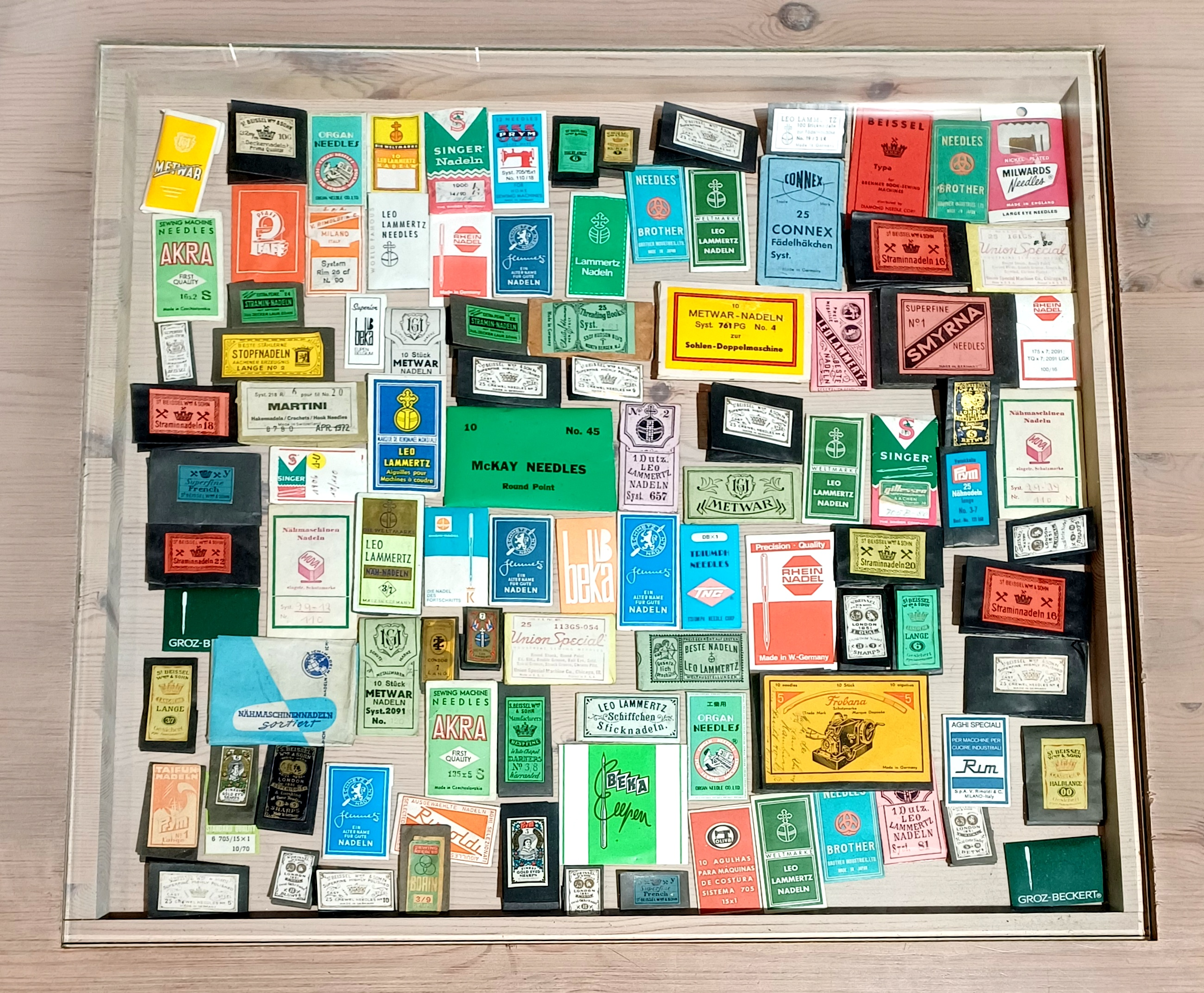
Sammlung Nadelbriefchen
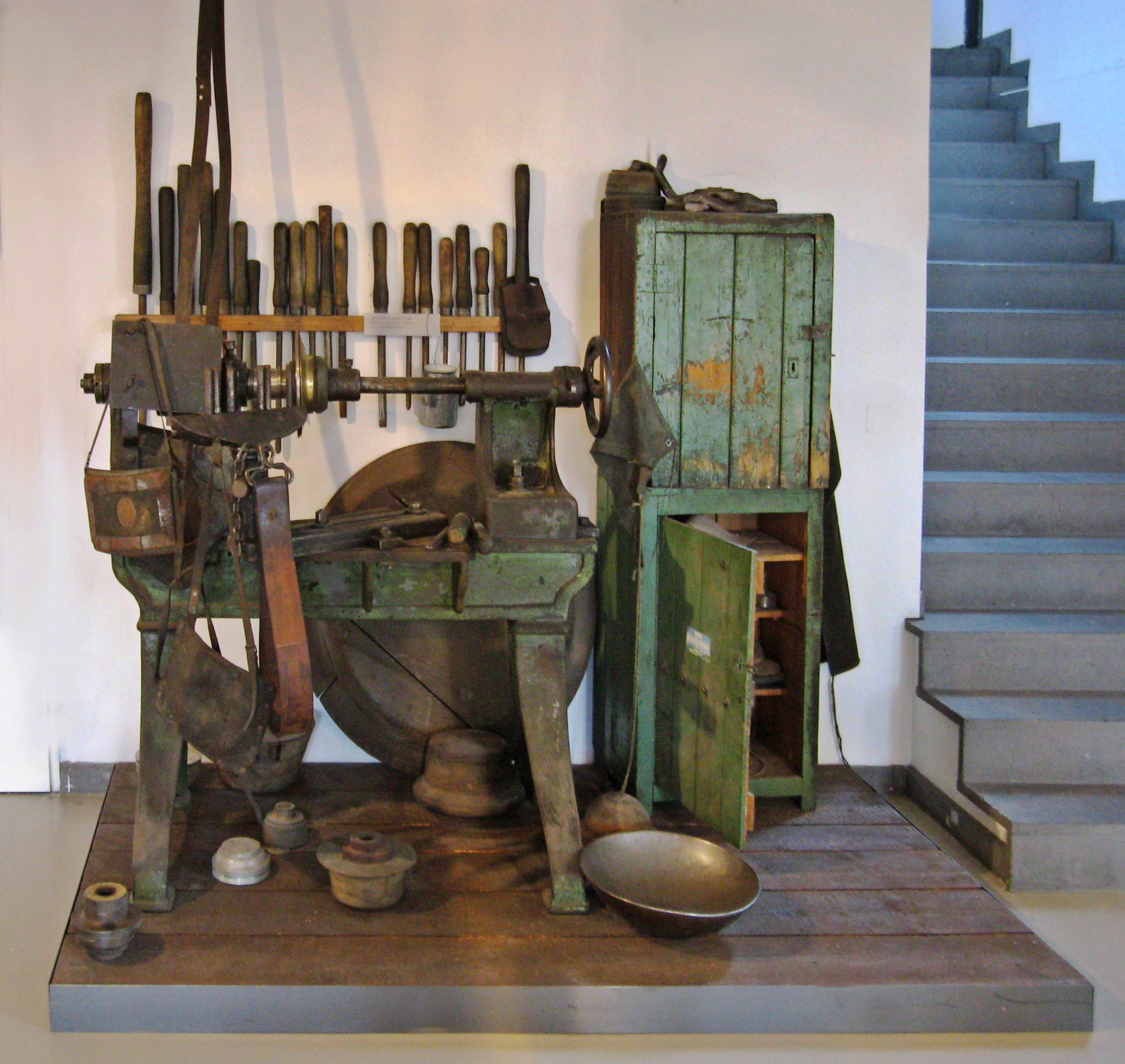
Messingwerkzeuge
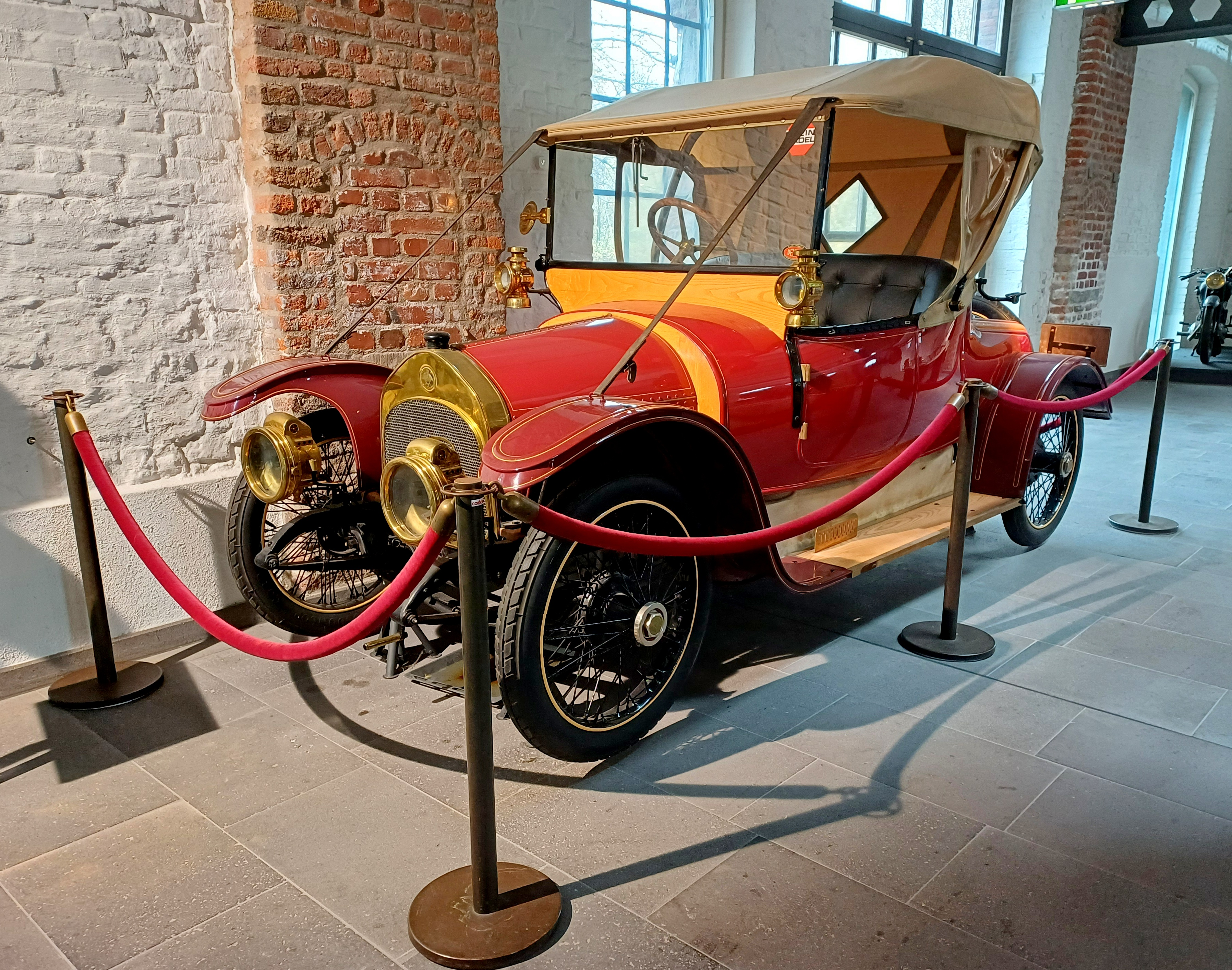
Fafnir 471
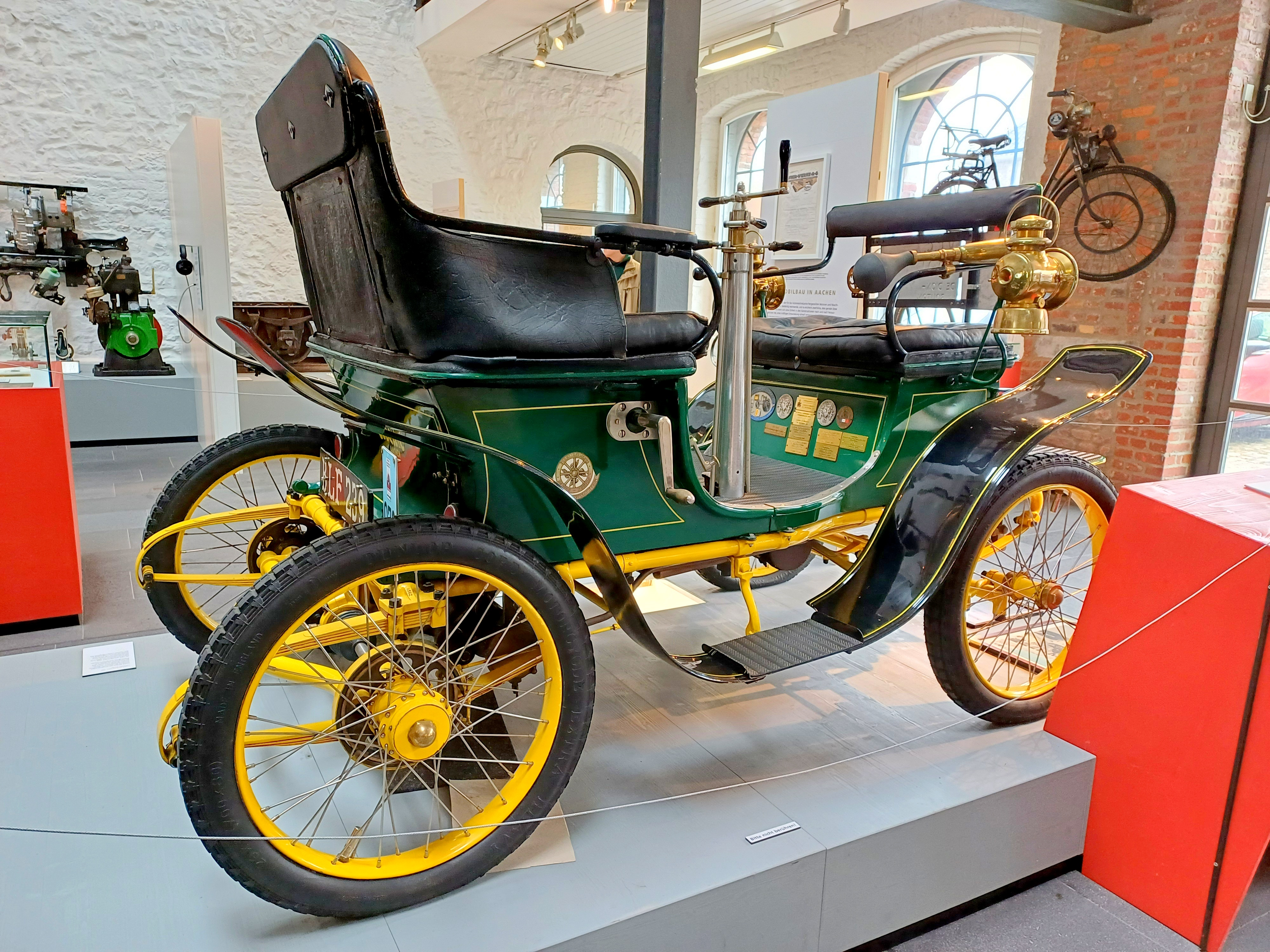
Cudell Voiturette

## Außenbereich

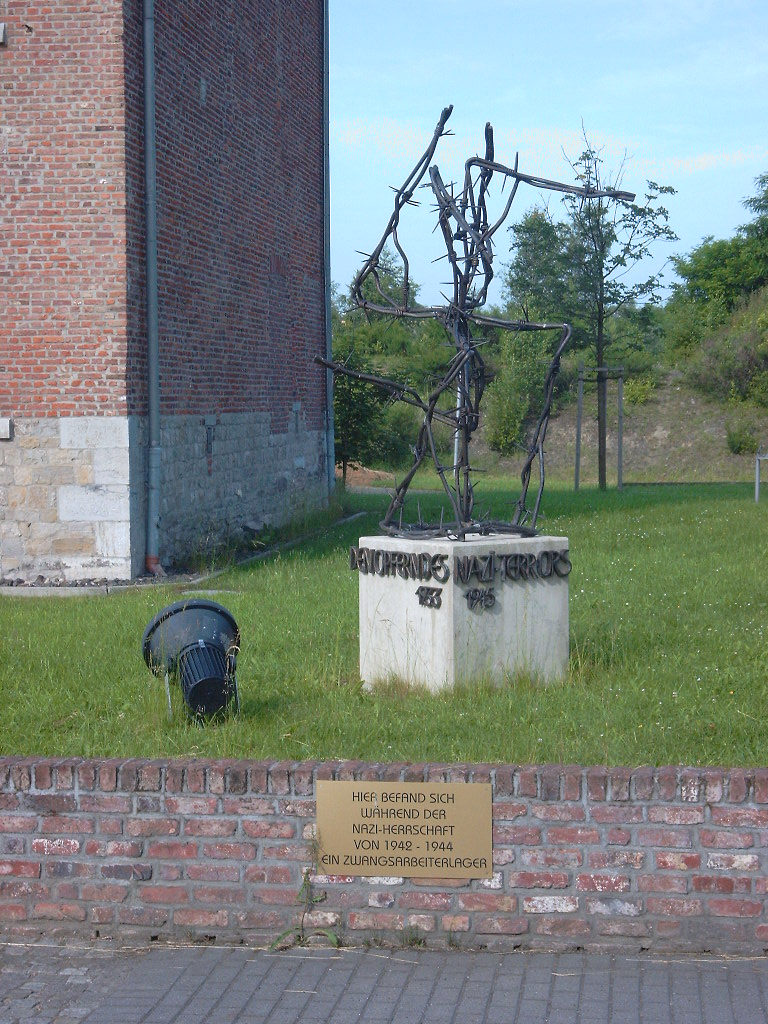
Mahnmal am Zinkhütter Hof

Auf dem Gelände erinnert ein Mahnmal an die Opfer des Nationalsozialismus in Stolberg. Es wurde von Matthias Peters im Jahr 2001 entworfen und ist nach einem aus Stacheldraht geformten Hakenkreuz gestaltet. Dieser Ort wurde gewählt, weil sich im Zweiten Weltkrieg ein Zwangsarbeiterlager der Stolberger Zink mit 106 Männern auf dem Betriebsgelände der Zinkhütte Münsterbusch in der Cockerillstraße in unmittelbarer Nähe befand.
Im Außenbereich sind weitere Exponate der Wirtschaftsgeschichte zu besichtigen, wie ein großes Schwungrad und ein Werkszug der VEGLA mit einer Deutz 46385/1947 als Lokomotive.
Die Museumsleitung ist in der ehemaligen Verwaltungsvilla untergebracht.

Exponate im Außenbereich
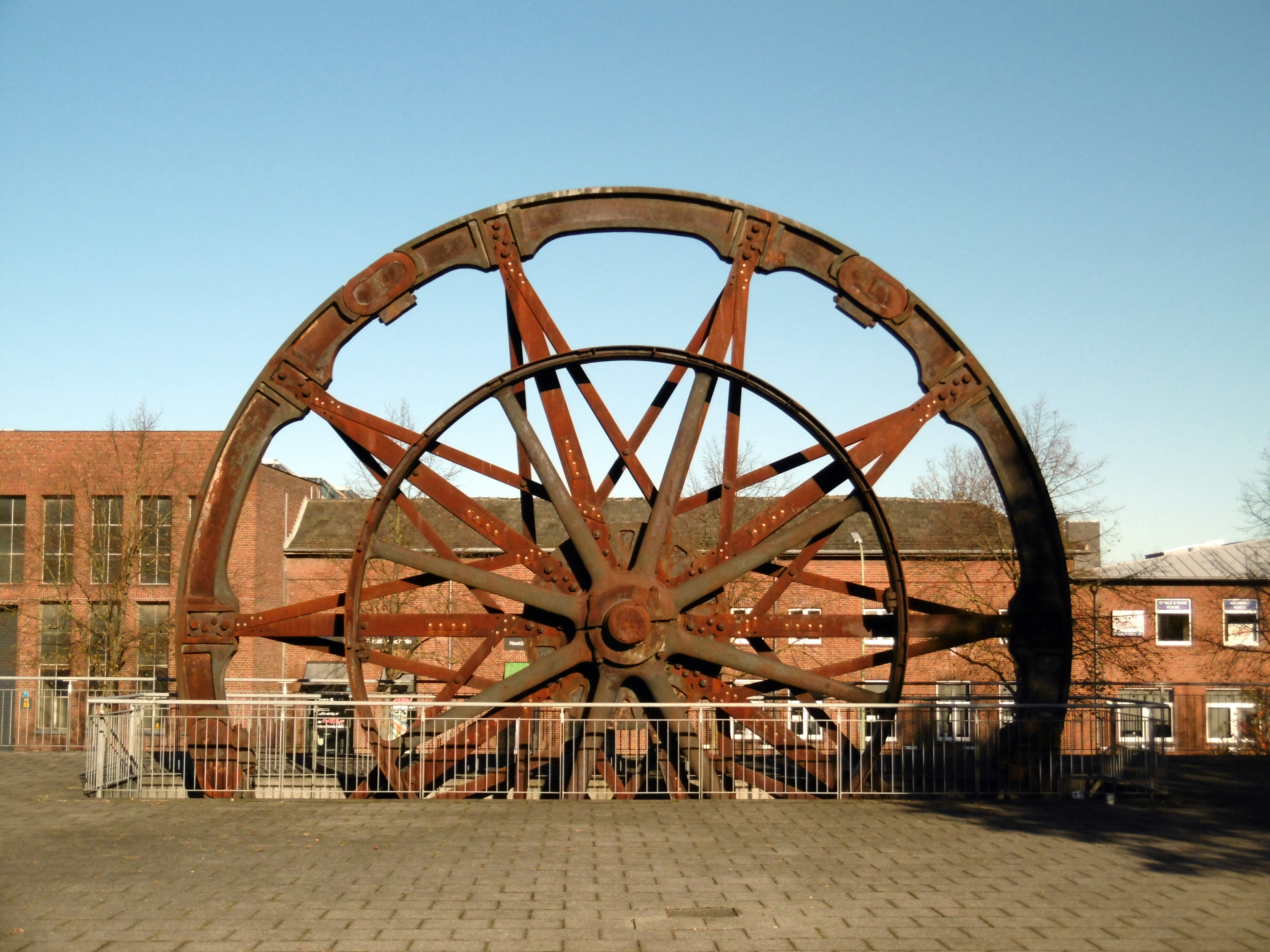
Schwungrad
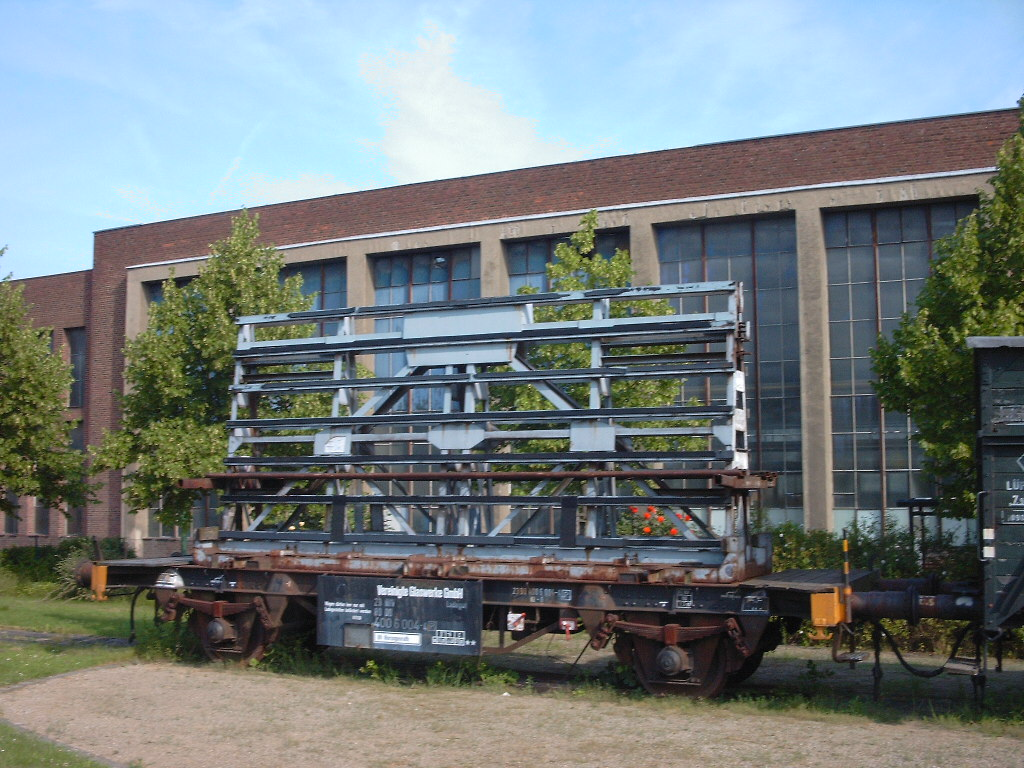
Glaswaggon
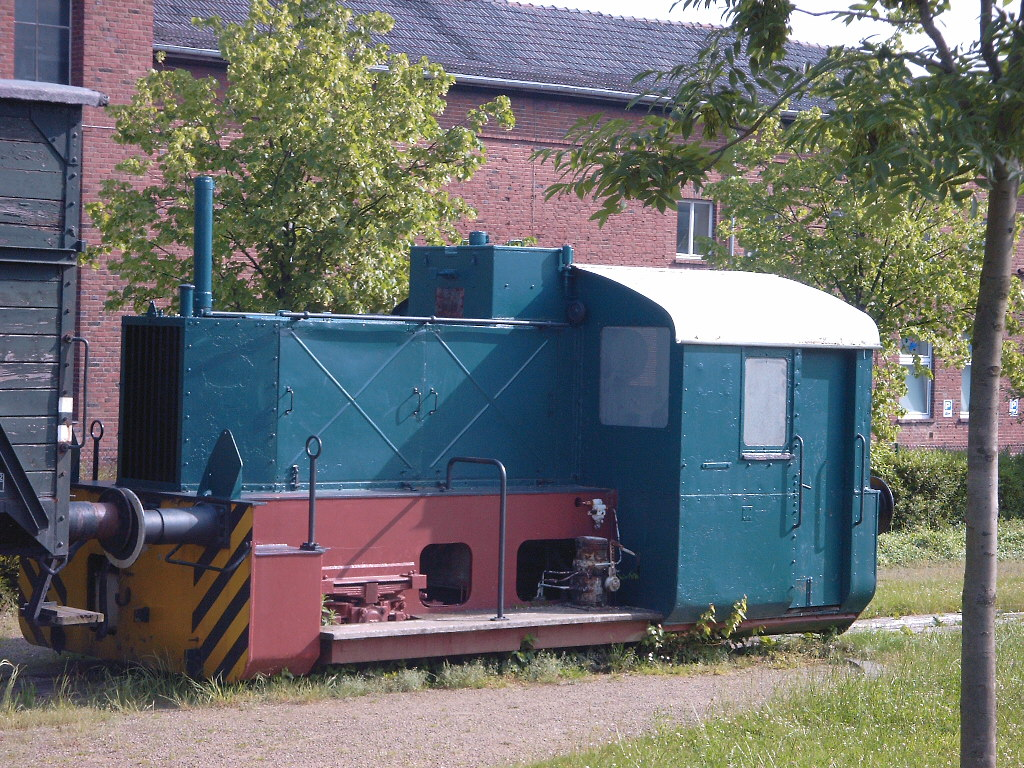
Deutz Lokomotive